# Rhaphipodus fontanieri
Rhaphipodus fontanieri là một loài bọ cánh cứng trong họ Cerambycidae.